# Gieleroth
Gieleroth là một đô thị thuộc huyện Altenkirchen, trong bang Rheinland-Pfalz, phía tây nước Đức. Đô thị Gieleroth có diện tích 5,92 km², dân số thời điểm ngày 31 tháng 12 năm 2006 là 705 người.